# Cyperus longistylus
Cyperus longistylus är en halvgräsart som beskrevs av Georg Kükenthal. Cyperus longistylus ingår i släktet papyrusar, och familjen halvgräs. Inga underarter finns listade i Catalogue of Life.